# Desert Wonderland
Desert Wonderland ist ein US-amerikanischer Kurzfilm von Russ Shields und Jack Kuhne aus dem Jahr 1942.

## Handlung
Der in Technicolor gedrehte Film zeigt Aufnahmen der Wüstengebiete in Arizona sowie des Grand Canyon. Diese werden von Lowell Thomas kommentiert, zudem ist das Lied Desert Wonderland zu hören.

## Produktion
Desert Wonderland entstand als Teil der Kurzfilmreihe Magic Carpet. Der Film erschien am 1. August 1942.

## Auszeichnungen
Desert Wonderland wurde 1943 für einen Oscar in der Kategorie „Bester Kurzfilm (eine Filmrolle)“ nominiert, konnte sich jedoch nicht gegen Speaking of Animals and Their Families durchsetzen.